# Lemaitre (együttes)
Lemaitre egy norvég, főként indiktronikai zenéket készítő duó, amit Oslóban alapított Ketil Jansen és Ulrik Denizou Lund. Jansen és Lund a Lemaitre "arculatot" 2010 június 10-én alapították. A Lemaitre székhelye jelenleg Los Angelesben található.
Amióta már a duó zenéket gyárt, főként kislemezek jelentek meg, ezekből is sorozatok, nevükön a Relativity Sorozat: Relativity 1, 2, 3 és a Relativity by Nite; The Friendly Sound; és a Singularity.
Lemaitre hetedik kislemeze a 1749 volt, ami 2016. január 29-én lett kiadva, illetve nem sokkal később megjelent az első albumuk a Chapter One, 2017. június 2-án.

## Történet

### 2010-2014: A kezdetek
Egy interjúban Lund és Jansen azt állította, hogy a Lemaitre név Georges Lemaitre, belga papról lett adva, aki létrehozta az ősrobbanás elméletét, illetve a fizikai Hubble-Lemaitre-törvényt. 2014-ben egy interjúban Jansen elmagyarázta ad duó nevének jelentését, "Le maitre", franciáról fordítva magyarra "A mester", de mégsem tudták ezt a jelentését amikor a név választására került sor.
Lemaitre első zenéje a "Momentum" nevet kapta, ami már több mint 10 éves zene. De igazán a két kislemezükkel debütáltak, a "The Friendly Sound"-dal, illetve a "Primeval Atom"-mal.

#### Relativity kislemez-sorozat
Lemaitre a legelső kislemez-sorozatukkal, a "Relativity"-vel futottak be. A következő kislemezek találhatóak ebben a sorozatban: Relativity 1, Relativity 2, Relativity 3, illetve a Relativity By Nite, amiben nagyrészt más előadók által készített remixek találhatóak.
Az első illetve második Relativity kislemezük hatalmas hírnévre tettek szert, az iTunes (ma már Apple Music) szerint 2012. májusában a 3. leghallgatottab volt Svájcban, 8. Ausztráliában, illetve 10. Franciaországban. Világszerte pedig a Relativity 2 4. volt az iTunes Pop kategóriájában.

#### Szerződéskötés az Astralwerks kiadóval
2014. januárjában Lemaitre szerződést kötött az Astralwerks kiadóval. Ennek a lépésnek köszönhetően Lemaitre együtt dolgozhatott az egyik Astralwerkses előadóval, Porter Robinsonnal. A "Polygon Dust" című zene volt az, amin együtt dolgoztak, illetve Jansen és Lund meg lettek említve mint másodlagos előadóként a "Worlds" című albumban. Illetve egy Peter Robinson számot is remixelt Lemaitre, az "Easy"-t.

### 2014-: 1749, Fast Lovers és az első albumuk, Chapter One
2016. január 29-én a duó kiadta a hetedik kislemezüket, az "1749"-et. A név a Los Angeles-i házuk címéről lett inspirálva, ahol egy olcsó studiót építettek. Ez a ház 1990-ben, Dr. Dre, amerikai rapperé volt.
2017. június 2-án, a duónak megjelent az első albumuk, a "Chapter One"
2019. március 1-én, megjelent a 8. kislemezük, a "Fast Lovers".